# Счастливцев, Вадим Михайлович
Вади́м Миха́йлович Счастли́вцев (24 ноября 1935, д. Красная Горка, Каменский район, Челябинская область, РСФСР, СССР — 22 января 2024) — советский и российский специалист в области физического металловедения стали и сплавов. Академик РАН (с 2003 года). Профессор. Заведующий лабораторией физического металловедения в Институте физики металлов УрО РАН.
Главным направлением научной деятельности является исследование металлических сплавов.

## Биография
В 1958 году окончил Уральский государственный университет.
После получения диплома устроился на работу в Институт физики металлов. С 1964 года кандидат, а с 1976 — доктор физико-математических наук. Тема докторской диссертации: «Рентгеноструктурное и электронно-микроскопическое исследование структурной наследственности в стали». С 1982 года заведует лабораторией физического металловедения.
В 1987 году получил учёное звание профессора. В 1990 году выбран членом-корреспондентом АН СССР. С 2003 года — академик РАН.
С 1992 года является заместителем главного редактора журнала «Физика металлов и металловедение».
Скончался 22 января 2024 года, похоронен на Широкореченском кладбище Екатеринбурга.

## Научные достижения
Автор более 330 научных работ и 10 монографий.

## Награды
- Орден Дружбы народов (1986)
- Орден Почёта (2008)
- Премия им. Д. К. Чернова (1990) за монографию «Лазерный нагрев и структура стали»
- премия УрО РАН им. академика В. Д. Садовского в области металловедения
- Благодарность Президента Российской Федерации (5 февраля 2024 года, посмертно) — за заслуги в развитии отечественной науки, многолетнюю плодотворную деятельность и в связи с 300-летием со дня основания Российской академии наук[2]